# Housni Benslimane

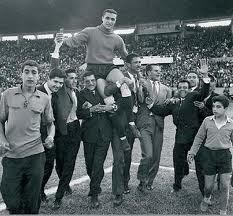
Teniente Hosni Benslimane, portero de AS.FAR llevado por sus compañeros de equipo después de la final de la Copa del Trono

Housni Benslimane (15 de diciembre de 1935, El Jadida, Marruecos - ) general de las Fuerzas armadas de Marruecos y comandante de la Gendarmería real. También fue presidente de la Federación real marroquí de fútbol y del comité nacional olímpico del país. 
Se formó militarmente en la Escuela Militar Especial de Saint-Cyr. Fue nombrado comandante de la CMI (Compañía Móvil de Intervención) en 1965 y director general adjunto de la seguridad nacional en 1967. Posteriormente ocupó sucesivamente el cargo de gobernador de las siguientes localidades: Tánger, Kenitra y Mequínez. En el año 1972 fue nombrado comandante de la gendarmería, en 1994 general de división y en agosto de 2000 elevado al grado de general de cuerpo de ejército, el más alto dentro de las fuerzas armadas marroquíes.
En octubre de 2010, recayó sobre él una euroorden de búsqueda y captura emitida por el juez instructor francés Patrick Ramaël a raíz de la investigación sobre el secuestro y asesinato de Mehdi Ben Barka.
En octubre de 2007, tras el inicio de las investigaciones que el juez Baltasar Garzón realiza por el genocidio que se habría cometido en el Sáhara Occidental, Benslimane es identificado como “el superior que ordenó y dirigió presuntamente la campaña de detenciones y posteriores desapariciones en Smara en 1976”. Hasta 2012 la Audiencia Nacional había emitido tres comisiones rogatorias a Marruecos para que informase sobre los acusados, trece en total.
El 14 de enero de 2005 recibió la gran cruz de la Orden de Isabel la Católica a propuesta del Ministerio de Asuntos Exteriores de España, que le fue otorgada con el real decreto 32-2005 a “modo de prueba por Mi Real aprecio”.